# دوک ماهیچه‌ای
دوک عضلانی یا ماهیچه‌ای (به انگلیسی: Muscle spindle) بخشی در داخل ماهیچهٔ اسکلتی است که حاوی کپسولی از بافت همبند بوده و هر یک از آن‌ها در ساختمان خود دارای سه الی دوازده فیبر ماهیچه‌ای کوچک و نازک هستند. به فیبرهای خارج دوک ماهیچه‌ای، فیبرهای خارج دوکی گفته می‌شود و فیبرهای دوک ماهیچه‌ای را، فیبرهای داخل دوکی می‌گویند. تعداد دوک‌های ماهیچه‌ای در انواع ماهیچه‌های بدن متفاوت است. در برخی از ماهیچه‌ها ممکن است تعداد آن‌ها به چند صد عدد برسد. طول دوک‌های ماهیچه‌ای کم بوده (مثلاً یک سانتی‌متر یا کمتر)، بنابراین فیبرهای دوک ماهیچه‌ای برخلاف فیبرهای ماهیچه اسکلتی (فیبرهای خارج دوکی) کوچک هستند. هر دوک ماهیچه‌ای در دو ناحیه انتهایی نوک تیز بوده و به اپی می‌وزیوم فیبرهای خارج دوکی (ماهیچه اسکلتی) اتصال دارند.
دوک‌های ماهیچه‌ای که در داخل ماهیچه پخش می‌شوند، پیام‌هایی را به دستگاه عصبی انتقال می‌دهند که مربوط به تغییرات طول ماهیچه و میزان سرعت این تغییرات است. هر دوک ماهیچه‌ای همانند اندام وتری گلژی حاوی گیرنده‌های کششی ماهیچه‌ای هستند که فیبرهای حسی آن‌ها نقش مهمی در عمل کنترل حرکتی دارند.

## انواع فیبرهای دوک ماهیچه‌ای
دو نوع اصلی فیبر داخل دوکی وجود دارد:
- فیبرهای با هسته‌های کیسه‌ای.[۴] هسته‌ها در نوع فیبرهای کیسه‌ای، در قسمت استوایی فیبر قرار می‌گیرند. این فیبرها خود شامل دو نوع Bag1 و Bag2 هستند. تعداد آن‌ها معمولاً ۱ تا ۳ عدد است[۵]. طول آنها، ۷ الی ۸ میلی‌متر بوده و قطری معادل ۲۵ میکرون دارند.
- فیبرهای با هسته‌های زنجیری.[۶] هسته‌ها در این گروه، در امتداد طولی فیبر ماهیچه‌ای قرار می‌گیرند. طول و قطر کمتری دارند. تعداد آن‌ها ۳ تا ۹ عدد است.[۵] طول فیبرهای داخل دوکی با هسته‌های زنجیری، ۳ الی ۴ میلی‌متر بوده و ۱۰ تا ۱۲ میکرون قطر دارند.

## عصب دهی حسی در دوک ماهیچه‌ای
دو نوع عصب گیری حسی در فیبرهای دوک ماهیچه‌ای تعریف می‌شود که عبارتند از:
- پایانه اولیه.[۷] این پایانه‌ها دارای فیبر عصبی قطور Ia بوده که سرعت جریان عصبی آن برابر با ۷۰ الی ۱۲۰ متر در ثانیه‌است. قطر این فیبرها به‌طور متوسط ۱۷ میکرون است.
- پایانه ثانویه.[۸] فیبر عصبی این گروه، نوع II بوده که نسبت به نوع Ia دارای قطر و سرعت کمتری هستند. قطر متوسطی معادل ۸ میکرون دارند.

پایانه‌های اولیه در قسمت میانی هر دو نوع فیبر دوک ماهیچه‌ای (فیبرهای با هسته‌های کیسه‌ای و زنجیری) دیده می‌شوند و چون به شکل حلقوی مارپیچی هستند به این نام خوانده می‌شوند. پایانه‌های ثانویه بیشتر فیبرهای دوک ماهیچه‌ای نوع کیسه‌ای دو(Bag۲) و گروه با هسته‌های زنجیری را عصب دهی می‌کنند و محل پایانه‌های ثانویه نسبت به پایانه‌های اولیه عمدتاً در یک طرف و گاهی در دوطرف آن‌ها است (یعنی بیشتر یک فیبر حسی عصبی ولی گاهی دو فیبر عصبی وجود دارد). پایانه‌های ثانویه همانند نوع اولیه به دور فیبر داخل دوکی می‌پیچند ولی چون گاهی به شکل گل افشان هستند به این نام نیز خوانده می‌شوند.

## عصب دهی حرکتی در دوک ماهیچه‌ای
ماهیچه‌های اسکلتی از طریق دو دسته نورون حرکتی عصب دهی می‌شوند که عبارتنداز:
- نورون‌های حرکتی آلفا. این نورون‌ها به فیبرهای خارج دوکی یا اکسترافیوزال عصب رسانی می‌کنند.
- نورون‌های حرکتی گاما. این نورون‌ها فیبرهای داخل دوکی یا اینترافیوزال را عصب دهی می‌کنند که خود شامل دو نوع نورون حرکتی گاما هستند:

۱-نورون حرکتی گامای دینامیک(Dynamic gamma motor neuron). فیبرهای داخل دوکی نوع کیسه‌ای یک(Bag۱)، توسط این نورون‌ها عصب دهی می‌شوند و در نتیجه منجر به تحریک پایانه‌های اولیه دارای فیبرهای حسی Ia می‌گردند.
۲-نورون حرکتی گامای استاتیک(Static gamma motor neuron). فیبرهای داخل دوکی نوع کیسه‌ای دو(Bag۲) و زنجیری(Chain)، بیشتر از طریق گامای استاتیک عصب رسانی می‌شوند که تحریک پایانه‌های ثانویه دوک ماهیچه‌ای را به همراه دارد و در نتیجه فیبرهای حسی گروه II تحریک می‌شوند.

## نقش دوک ماهیچه‌ای در کنترل حرکت
عوامل مختلفی در کنترل حرکتی مشارکت می‌کنند. گیرنده‌های دوک ماهیچه‌ای یکی از عواملی هستند که در فرایند کنترل حرکت نقش دارند. این گیرنده‌ها همانند اندام‌های وتری گلژی به صورت ناخودآگاه در امر کنترل ماهیچه‌ها اسکلتی دخالت می‌کنند. پیام‌های حاصل از این گیرنده‌ها به عنوان گیرنده‌های ماهیچه‌ای به نخاع، مخچه، قشر مغز و سایر قسمت‌های دستگاه عصبی جهت کنترل حرکتی منتقل می‌شود. فیبرهای داخل دوک ماهیچه‌ای در قسمت مرکزی که هسته‌ها قرار می‌گیرند، معمولاً فاقد اجزای انقباضی اکتین و می‌وزین هستند. بخش انقباضی عموماً در دو انتهای فیبرهای داخل دوکی وجود دارد. انقباض فیبرهای داخل دوکی از دو ناحیه انتهایی باعث کشیده شدن بخش مرکزی و در نتیجه تحریک پایانه‌های اولیه و ثانویه می‌گردد.
گیرنده‌های دوک ماهیچه‌ای (پایانه‌های اولیه و ثانویه) به تغییر طول ماهیچه‌ای و همچنین سرعت تغییرات طول ماهیچه پاسخ می‌دهند. پیام‌های حاصله از طریق فیبرهای Ia و II به نخاع و بخش‌های دیگر دستگاه عصبی مرکزی(CNS) منتقل می‌گردد. پاسخ گیرنده‌های دوک ماهیچه‌ای به دو صورت انجام می‌شود:
- پاسخ پویا یا فازیک.[۱۱]
- پاسخ ثابت یا تونیک.[۱۲]

گاما موتور نورون‌های دینامیک در تحریک پایانه‌های اولیه و در نتیجه فیبرهای قطور Ia نقش دارند، درحالیکه گاما موتور نورون‌های استاتیک باعث پاسخ پایانه‌های ثانویه و در نتیجه فیبرهای نوع II می‌گردند. در کشش‌های سریع دوک ماهیچه‌ای، با تحریک بیشتر Ia به پاسخ فازیک می‌انجامد. پاسخ فازیک از طریق نورون حرکتی آلفا نسبت به پیام‌های سریع و تند Ia به ماهیچه مربوطه جهت انقباض ایجاد می‌گردد. اما زمانیکه بدن وضعیت ثابتی داشته باشد، حساسیت و تحریک پایانه‌های ثانویه بیشتر بوده و پاسخ تونیک را به دنبال دارد. پایانه‌های ثانویه بوسیله گاما موتور نورون‌های استاتیک تحریک می‌شوند.

## بازتاب یا انعکاس کششی (رفلکس کششی)
به پاسخ‌های فازیک و تونیک دوک ماهیچه‌ای، بازتاب‌های کششی (Stretch reflex) یا میوتاتیک می‌گویند. پاسخ‌های فازیک و تونیک دوک ماهیچه‌ای به ترتیب باعث رفلکس کششی پویا (دینامیک) و رفلکس کششی ثابت (استاتیک) می‌گردند. همچنین رفلکس زانو و کلونوس که به علت کشش‌های ناحیه دوک ماهیچه‌ای و تحریک گیرنده‌های آن ایجاد می‌شوند به عنوان یک رفلکس کششی محسوب می‌گردند. در بازتاب زانو که Knee jerk نامیده می‌شود، Ia به میزان بالایی تحریک می‌شود که باعث بالا آمدن ساق پا می‌گردد و در نتیجه یک رفلکس کششی پویا ایجاد می‌شود. رفلکس کششی باعث تحریک یک ماهیچه و مهار ماهیچه مقابل (از طریق یک نورون واسطه‌ای در نخاع) می‌گردد که به آن مهار متقابل(Reciprocal inhibition)می‌گویند. رفلکس کششی معکوس که از طریق اندام وتری گلژی و فیبرهای حسی Ib ایجاد می‌شود، چون برخلاف رفلکس کششی از انقباض همان ماهیچه جلوگیری می‌کند تحت عنوان رفلکس کششی معکوس یاد می‌شود. به مهار ماهیچه مربوطه در رفلکس کششی معکوس، مهار اتوژنیک(Autogenic inhibition) می‌گویند. در رفلکس کششی معکوس، برخلاف رفلکس زانو ماهیچه مقابل تحریک می‌شود.